# Los Pánchez

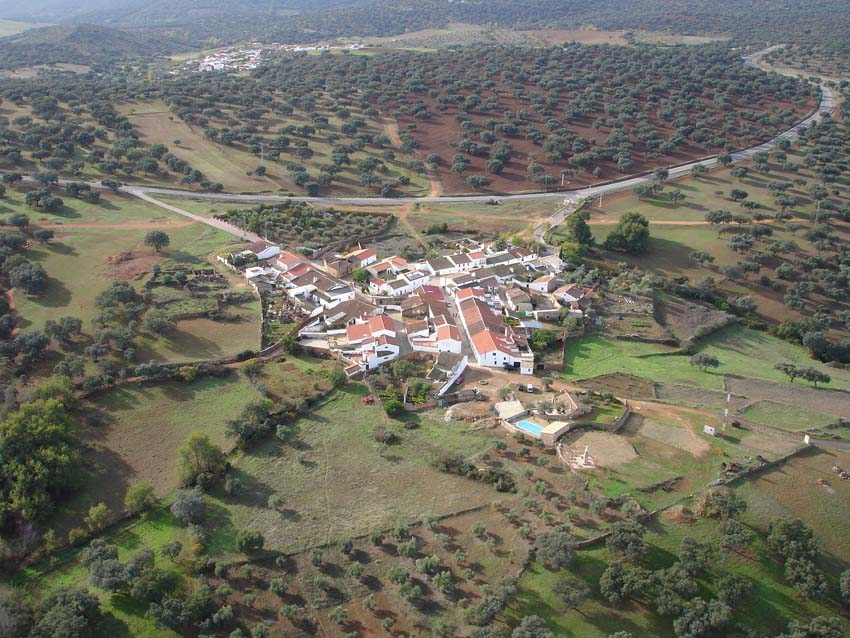
Vista aérea de Los Panchez

La aldea de Los Panchez es una pedanía del término municipal de Fuente Obejuna, en la provincia de Córdoba. Forma parte de las 14 aldeas que componen Fuente Obejuna

## Ubicación
La aldea está situada a una altitud de 729,29 metros en unas eras, al sudeste de Fuente Obejuna (a 15,8 km de la villa). Se encuentra cerca de la carretera provincial 110 

## Historia
Actualmente se desconoce la procedencia del nombre la aldea. Lo que si se sabes que más o menos por el año 1526 había un cortijo habitado por la viuda de Antón Sánchez Pancha, Florinda Fernández. En escritos posteriores (1613) existen evidencias de que ya la aldea se hacía llamar El Cortijo de Los "Panchas", la cual posteriormente comenzó a ser llamada Cortijo de Los Panches (terminado ya en "e", pero con "s") y ya en escritos posteriores (en el siglo XVIII) se pueden encontrar el nombre de Los Panches y Los Pánchez.
Por otro lado, los nombres de las calles no han variado desde su creación, sin embargo algunas calles han ido desapareciendo a causa del descenso de población. Este descenso se puede ver en una de sus calles: c/Toril, la cual paso de tener 10 viviendas y solares a tener 4 en los años cincuenta. Una de las calles que continúan es c/Fuente, la cual se llama así por las dos fuentes que hay a la entrada del pueblo.
Las casas siguen conservando la arquitectura original, típica de la zona, con la que fueron construidas, incluso la mayoría de las reconstrucciones efectuadas se han realizado bajo los mismos parámetros.

## Demografía
La aldea de Los Pánchez cuenta en la actualidad con 35 habitantes censados, aunque cabe destacar un aumento de los mismos y de casas ocupadas durante el verano.

## Patrimonio

### Patrimonio cultural
En el mes de octubre, exactamente el 14 de octubre, se celebra en la aldea la Fiesta del Pan y Fiesta de Artesanía. En esta fiesta se promociona y difunde la cultura y el patrimonio cultural de la zona. Además ayuda a los pequeños empresarios del mundo de la madera, el corcho, etc., ya que durante la fiesta estos muestran sus productos al mundo.
Durante el día, se llevan a cabo actividades como degustación de pan de los diferentes hornos de la aldea y de dulces típicos, muestras de coplas, talleres, pequeños conciertos e incluso espectáculos ecuestres.
Esta fiesta ha llegado a atraer hasta 8000 visitantes atraídos por la cultura y la tradición.

### Patrimonio arquitectónico
Como se ha mencionado antes, las casas de Los Panchez conservan con la misma forma que antiguamente y las casas que se han ido construyendo han sido hechas con el mismo estilo.